# Ян Долежал
Ян Долежал (хорв. Jan Doležal, нар. 12 лютого 1993, Загреб) — хорватський футболіст, нападник клубу «Локомотива».

## Клубна кар'єра
Народився 12 лютого 1993 року в місті Загреб. Вихованець футбольної школи клубу «Хрватскі Драговоляц». Дорослу футбольну кар'єру розпочав 2011 року в основній команді того ж клубу, в якій провів три сезони, взявши участь у 45 матчах чемпіонату.
До складу клубу «Локомотива» приєднався влітку 2014 року. Відтоді встиг відіграти за загребських «локомотивів» 43 матчі в національному чемпіонаті.

## Виступи за збірну
2011 року провів один матч у складі юнацької збірної Хорватії до 19 років, а у наступному зіграв у двох матчах збірної до 20 років.